# セセーニャ
セセーニャ（Seseña）は、スペイン、カスティーリャ＝ラ・マンチャ州トレド県のムニシピオ（基礎自治体）。マドリード州に接し、首都マドリードの中心地区から36kmの距離にある。

## 地理
セセーニャは5つの地区に分けられる。セセーニャ・ビエッホ（旧セセーニャ）、ラ・エスタション（駅）、セセーニャ・ヌエボ（新セセーニャ、旧地区から4kmの距離にある）、バジェグランデ（セセーニャ・ヌエボとは高速道路アンダルシア線A-4で隔たっている）そしてエル・キニョン（新興団地レシデンシャル・フランシスコ・エルナンドで、現在およそ7,500人が暮らしている）である。
セセーニャはバルデモーロ、シエンポスエーロス、アランフエス（以上3自治体はマドリード州）、そしてエスキビアスとボロックスの各自治体と隣接し、ラ・サグラ地区（La Sagra）に属する。

### 人口
| セセーニャの人口推移 1900－2014                         |
|                                                         |
| 出典:INE（スペイン国立統計局）1900年 - 1991年、1996年 - |

## 歴史
この地は、灌漑地にほど近く、古くからトレド県における歴史的舞台として登場してきた。12世紀にはアルフォンソ8世がシグエンサ大聖堂の司教アルデリコにハラマ川とタホ川にほど近い土地を与えた。そして、ラス・エスパルティーナスの岩塩鉱も与えた。15世紀半ばフアン2世の治世には、町を維持するためにラス・エスパルティーナスの領地の半分が住民に与えられ、再入植がおこなわれた。
1936年のスペイン内戦ではこの地でセセーニャの戦い（Batalla de Seseña）が繰り広げられ、何カ月にもわたる戦闘によって多くの建物が破壊された。このことによってセセーニャ・ヌエバがセセーニャ・から4km離れた位置に建設されることになったのである。
20世紀末から21世紀にかけての20年で、バジェグランデとエル・キニョンの団地が建設され、町は大きく発展した。2009年には高速鉄道AVEのマドリード-レバンテ線（Línea de alta velocidad Madrid-Levante）が高速道路R-4（Autopista Radial 4）と平行して自治体内を北から南へと縦貫した。この急激な発展は、セセーニャを県内で最も重要な自治体の一つに押し上げたが、同時に自治体内の離れた4つの地域を分断して、たがいに結ぶことなく行われた。

## 政治
自治体首長はカスティーリャ＝ラ・マンチャ国民党（Partido Popular de Castilla-La Mancha）のカルロス・ベラスケス・ロモ（Carlos Velázquez Romo）で、自治体評議員は、カスティーリャ＝ラ・マンチャ国民党（Partido Popular de Castilla-La Mancha）：11、カスティーリャ＝ラ・マンチャ社会党（Partido Socialista de Castilla-La Mancha、PSCM-PSOE）：3、カスティーリャ＝ラ・マンチャ統一左翼：2、UPyD：1となっている（2011年5月22日の自治体選挙結果、得票順）。
| 1999年6月13日自治体選挙 |        |        |          |
| 政党                    | 得票数 | 得票率 | 獲得議席 |
| PSOE-PROG.              | 1,133  | 48.71% | 6        |
| IU                      | 463    | 19.91% | 2        |
| PP                      | 448    | 19.26% | 2        |
| PIE                     | 249    | 10.71% | 1        |

| 2003年5月25日自治体選挙 |        |        |          |
| 政党                    | 得票数 | 得票率 | 獲得議席 |
| IU                      | 1,183  | 35.29% | 5        |
| PSOE                    | 1,132  | 33.77% | 4        |
| PP                      | 982    | 29.30% | 4        |

| 2007年5月27日自治体選挙 |        |        |          |
| 政党                    | 得票数 | 得票率 | 獲得議席 |
| IU-ICM                  | 2,109  | 41.47% | 7        |
| PP                      | 1,699  | 33.41% | 6        |
| PSOE                    | 958    | 18.84% | 3        |
| UCIT                    | 271    | 5.33%  | 1        |

| 2011年5月22日自治体選挙 |        |        |          |
| 政党                    | 得票数 | 得票率 | 獲得議席 |
| PP                      | 4,212  | 57.45% | 11       |
| PSOE                    | 1,258  | 17.16% | 3        |
| IU                      | 1,023  | 13.95% | 2        |
| UPyD                    | 401    | 5.47%  | 1        |
| ASIL                    | 245    | 3.34%  | 0        |
| PH                      | 53     | 0.72%  | 0        |

### 司法行政
セセーニャはイジェスカス司法管轄区に属す。